# Lestes scalaris
Lestes scalaris là loài chuồn chuồn trong họ Lestidae. Loài này được Gundlach mô tả khoa học đầu tiên năm 1888.